# 許和平
許 和平（ホ・ファピョン、朝鮮語: 허화평、1937年10月15日 - ）は、大韓民国の政治家、陸軍軍人。第14・15代韓国国会議員。字は鳳宇（ポンウ、봉우）、号は佑民（ウミン、우민）。本貫は金海許氏で、全斗煥政権では許文道、許三守と共に「スリー許」と呼ばれた。カトリック教徒。
ハナフェのメンバーで第五共和国の成立に大きく関与したため、「5共の設計者」とも呼ばれる。

## 経歴
日本統治時代の慶尚北道浦項府に生まれ、浦項市北区杞渓面出身。浦項高等学校、陸軍士官学校卒業。陸軍少尉に任官された後、歩兵第9師団大隊長・作戦参謀、国軍保安司令官秘書室長を歴任し、ハナフェにも加入した。粛軍クーデター当時は保安司令官秘書室長であり、クーデターの画策に参加した。
陸軍准将として予備役に編入した後、全斗煥政権初期の大統領秘書室補佐官、次いで大統領政務第1首席秘書官に任命された。特に大統領秘書室補佐官時代は別館で勤務する室長以下の大統領秘書室の面々と異なり、全斗煥と同じ建物に執務室が与えられており、秘書室長を遥かに超える権勢を振るい、実質的な全斗煥政権のナンバー2と見做されていた（ただし、余りに絶大な権力を与えられたことから批判も受けており、これが首席秘書官へ転出される要因ともなった）。しかし、1982年の「張玲子・李哲熙金融詐欺事件」で原則的処理である全斗煥の親姻戚の公職辞退を提案したため、全と遠ざかり、同年末に大統領府を去った。その後は米国に渡り、ヘリテージ財団傘下のヘリテージ研究所で上級研究員を務めた。
盧泰愚政権が発足した後に帰国し、1992年の第14代総選挙で無所属候補として浦項市選挙区から当選した。その後は金泳三への支持を宣言し民主自由党に入党したが、大統領在任中の金が粛軍クーデター関連者に対する司法処理を推進したため拘束された。1996年の第15代総選挙で獄中から無所属で浦項市北区選挙区から出馬し再選されたが、粛軍クーデターと光州事件当時の反乱重要任務に従事した容疑で懲役8年の有罪判決を受けたため議員職を喪失した。1997年12月に刑の執行が免除されたが、その後の第16代、17代総選挙で相次いで落選した後は政界を引退した。2000年以降は現代社会研究所所長、未来韓国財団所長を歴任した。2021年に全斗煥が死去した後は遺体安置所に行き弔問を行った。
なお、許和平は朴正煕暗殺事件の後に崔太敏を江原道に隔離させ、崔の横領・詐欺疑惑を調査した人物である。

## 発言・主張
許は第五共和国が時代の産物であり、朴正煕が倒れた後、金泳三と金大中が自分たちの時代がやってきたと考えて新軍部をあまりに圧迫し、新軍部が彼らに反撃するために第五共和国を成立したと主張した。また、全斗煥と第五共和国は最も清廉で模範的だと言い、光州事件への謝罪についても光州市民側が先に和解の手を差し出さなければならないと主張した。
崔順実ゲート事件の後のTV朝鮮のインタビューで、朴槿恵が朴正煕の死去後、「セマウム奉仕団」の再建を軍部に対して2度要請したことを話し、朴を「崔太敏の精神的捕虜」と表現した。

## 賞勲
保国勲章三一章、忠武武功勲章などの受章者。

## 親族
弟は1965年2月に日本に密入国した後、同年8月に北朝鮮に入国し、そして1967年11月に北朝鮮工作員として迎日郡に潜入し、1968年に検挙され、1969年に無期懲役刑を宣告された。しかし、許和平の力が絶大であった1982年のクリスマスの特赦により出獄し、その後は浦項製鉄に入社し次長を務めた。なお、1993年の新聞報道によると、弟の履歴書にはスパイの前科が残っていない。
元国務総理室自治分権局長の許明煥は5親等の親戚で、2016年の第20代総選挙の浦項市北区選挙区のセヌリ党の予備選挙に出馬した。